# Nereidavus lombardi
Nereidavus lombardi är en ringmaskart som beskrevs av du Chêne in du Chêne 1974. Nereidavus lombardi ingår i släktet Nereidavus, klassen havsborstmaskar, fylumet ringmaskar och riket djur. Inga underarter finns listade i Catalogue of Life.